# مايكل مور (لاعب كرة قدم أمريكية)
مايكل مور (بالإنجليزية: Michael Moore)‏ هو لاعب كرة قدم أمريكية أمريكي، ولد في 1 نوفمبر 1976 في فاييت في الولايات المتحدة.

## وصلات خارجية
- مايكل مور على موقع مرجع كرة القدم المحترفة.كوم (الإنجليزية)